# Lepion
Lepion, vormals Lesepirat, ist ein kostenloses, spendenfinanziertes, web-basiertes Programm zur Leseförderung in Schulen.

## Ziel
Ziel des Programms ist es durch Interaktion zwischen Buch, Internet und Wettbewerb (Punktesammeln) die Leselust und damit auch das Textverständnis der Schüler zu stärken.

## Zielgruppe
Das Programm wendet sich an Schulen, pädagogische Einrichtungen und an Büchereien. Schüler können nur über ihre Lehrer teilnehmen, die sich bei Lepion anmelden und für ihre Schüler Punktekonten einrichten.

## Funktion

### Fragen an Schüler
Ein Schüler liest ein bei Lepion aufgelistetes Buch oder hört alternativ ein Hörstück aus Lepion. Per Passwort greift das Kind dann auf sein individuelles Internetkonto zu und ruft das gelesene Buch auf.
Das Programm stellt dem Kind acht bis zwölf Fragen, die im Multiple-Choice-Verfahren in einer bestimmten Zeit beantwortet werden müssen. Die Antworten werden auf Richtigkeit bewertet und dem Schülerkonto gutgeschrieben. Die Fragen setzen ein intensives Lesen voraus. Im Gegensatz zu Antolin gibt es keinen Punktabzug. In einem Testmodus kann auch ein nicht angemeldeter Nutzer Fragen zu einem zufälligen Buch beantworten.

### Fragenerstellung
Die Fragen zu Büchern können auf einer speziellen Eingabeseite von jedermann erstellt werden. Somit ist es auch Eltern und selbst Schülern möglich einen Fragesatz zu einem Buch zu erstellen. Nach der Eingabe eines Fragesatzes wird dieser redaktionell nachbearbeitet, bevor er den angemeldeten Schülern zur Verfügung gestellt wird.

### Hörstücke
Bei Hörstücken wird sowohl ein Fragesatz wie für ein gewöhnliches Buch erstellt, als auch eine von einem Schüler vorgelesene Audiodatei in das System gestellt. Die Redaktion überprüft dann urheberrechtlich die Aufnahme des Hörstücks in Lepion.

### Statistik
Der jeweilige Schüler, bzw. die über seinen jeweiligen Account angemeldeten Eltern haben Zugriff auf die Statistik des Schülers. Zum Vergleich werden anonymisierte Daten der anderen Schulen und Schüler angezeigt. Der jeweilige Lehrer hat Zugriff auf die Statistikdaten aller seiner Schüler und ansonsten ebenfalls auf die anonymisierten Daten der restlichen Nutzer.

## Betrieb
Lepion wird von Stephan Dreisbach entwickelt und betrieben. Der Hauptsponsor ist das Webportal Mathepirat. Nach Markenrechtstreitigkeiten wurde der ursprüngliche Name Lesepirat in Lepion abgeändert.

## Verbreitung
Da Lepion ein kostenloses Programm ist und keine extensive Werbung treibt, ist es auf Mundpropaganda angewiesen. Sein Verbreitungsgebiet beschränkt sich deswegen im Kern auf Nordrhein-Westfalen und Bayern. Es wird allerdings auch an Schulen in zahlreichen anderen Bundesländern und im Ausland eingesetzt.
Die Zahl der Lepion-Schulen stieg laut Anbieterangaben bis zum Oktober 2011 auf fast 3.000. Das Angebot wird von etwa 70000 Schülern in Deutschland, Österreich und der Schweiz genutzt. Die Zahl der Bücher der Kinder- und Jugendliteratur, zu denen Fragen vorhanden sind stieg von etwa 5000 Büchern  (Stand: Oktober 2011) auf knapp 10 000 (Stand: September 2021). Schulkinder haben weit mehr acht Millionen Fragen bearbeitet (Stand: Oktober 2011). Der Schwerpunkt liegt bei den Klassen 1 bis 7.

## Kritik
Lepion ist aus datenschutzrechtlicher Sicht fragwürdig, da personenbezogene Daten der Schüler an eine nichtöffentliche Stelle, den Betreiber, weitergegeben werden (vgl. z. B. § 11 LDSG-SH). Es kann ein Profil der vermeintlichen Leseleistung der Schüler in privater Hand erstellt werden, dessen weitere Nutzung nicht der Aufsicht staatlicher Stellen unterliegt.